# クロッシング (2008年の映画)
『クロッシング』(朝: 크로싱) は、2008年の韓国映画。
2002年、脱北者25人が中国当局の警備をかいくぐり、北京のスペイン大使館に駆け込んだ事件をモチーフにしており、4年間の企画・製作期間を経て公開された。家族のために薬と食糧を求め北朝鮮を去った父と、父を探しに出た11歳の息子の切ないすれ違いを描く。脱北者問題を取り扱った映画であるため、ロケは中国、モンゴル、韓国にて秘密裏に行われた。公開後、韓国の国会でも試写が行われた。
本作の公開中、映画監督イ・グァンフンは、本作が彼による脚本『人間の条件』の著作権を侵害していると主張し本作の上映禁止仮処分を求めたが、ソウル中央地方裁判所はこの申請を棄却した。本作を第81回アカデミー賞外国語映画賞の出品作に選出していた韓国映画振興委員会は、裁判で本作の著作権侵害が認められた場合、別の作品を出品するとしていた。
日本では、シネカノンの配給により『クロッシング 祈りの大地』の題で2009年春に公開予定であったが中止され、別会社により約1年遅れの公開となった。

## キャスト
- キム・ヨンス: チャ・インピョ
- キム・ジュニ: シン・ミョンチョル
- キム・ヨンハ: ソ・ヨンファ
- サンチョル: チョン・インギ
- ミソン: チュ・ダヨン